# لي تشاو (لاعب غولف)
لي تشاو هو لاعب غولف صيني، ولد في 19 أبريل 1980.